# Tell Us the Truth
Tell Us the Truth è il primo album del gruppo punk inglese Sham 69, prodotto nel 1978 per l'etichetta discografica Polydor.

## Il disco
Il primo album degli Sham 69 comprende una prima parte dal vivo seguita da sette tracce registrate in studio. Tra i brani spiccano Rip off, Ulster e Borstal Breakout. La ristampa del 2000 vede due tracce non incluse nella prima versione, What have we got e la versione da studio di Borstal Breakout.

## Tracce
1. We Got a Fight (live) - 2:29
2. Rip off (live) - 2:17
3. Ulster (live) - 3:33
4. George Davis Is Innocent (live) - 2:17
5. They Don't Understand (live) - 2:23
6. Borstal Breakout (live) - 2:55
7. Family Life - 2:13
8. Hey Little Rich Boy - 1:42
9. I'm a Man, I'm a Boy - 1:56
10. What About the Lonely - 1:24
11. Tell Us the Truth - 2:10
12. It's Never Too Late - 2:03
13. Who's Generation - 2:53

## Formazione
- Jimmy Pursey - voce
- Dave Parsons - chitarra
- Dave Tregenna - basso
- Rick Goldstein - batteria